# Bendix Corporation
Bendix Corporation — американська виробничо-технічна компанія, яка в різні періоди свого існування виробляла автомобільні гальмівні колодки та системи, вакуумні трубки, авіаційні гальма, аеронавігаційну гідравліку та системи електроживлення, авіоніку, системи контролю палива для літаків і автомобілів, радіоприймачі, телевізори і комп'ютери. Він також був добре відомий під назвою Bendix, яка використовувалася для пральних машин для домашнього одягу, але насправді ці прилади ніколи не виготовлялися.

## Історія
Засновник і винахідник Вінсент Бендікс спочатку заснував свою корпорацію в готельному номері в Чикаго в 1914 році, уклавши угоду з фірмою з виробництва велосипедних гальм Eclipse Machine Company з Ельміри, штат Нью-Йорк. Бендікс дав дозвіл на свій винахід, який був описаний як «нью-йоркський пристрій для запуску вибухових двигунів». Ця компанія виготовила недорогий трирізьбовий гвинт, який можна було використовувати у виробництві інших частин приводу. Використовуючи цей гвинт із компанією Eclipse Machine Company, Бендікс отримав хорошу основу для своїх майбутніх бізнес-планів.

### Автомобільний
General Motors придбала 24 % акцій Bendix у 1924 році не для того, щоб керувати Bendix, а щоб підтримувати прямий і постійний контакт із розробками в авіації, оскільки інженерні технології автомобілів і літаків тоді були досить схожими. У 1920-х роках Bendix володів і контролював багато важливих патентів на пристрої, застосовні в автомобільній промисловості. Наприклад, гальма, карбюратори, пускові приводи двигунів. Наприкінці 1920-х років він придбав гальма Bragg-Kliesrath. У 1942 році Ернест Р. Бріч став президентом Bendix, перейшовши з General Motors. Після блискучої роботи для Bendix, запровадивши філософію управління GM, він привернув увагу Генрі Форда II, який переконав Бріча перейти до Ford, де він закінчив свою кар'єру. До 1940 року продажі Bendix сягали бл. 40 мільйонів доларів. У 1948 році General Motors продала свою частку в Bendix, оскільки GM хотіла зосередитися на розширенні автомобільної діяльності. Компанія Bendix була офіційно заснована в 1924 році в Саут-Бенді, штат Індіана, США. Спочатку він виготовляв гальмівні системи для легкових і вантажних автомобілів, постачаючи General Motors та інших виробників автомобілів. Компанія Bendix десятиліттями виготовляла гідравлічні гальмівні системи та вакуумний підсилювач TreadleVac для своїх виробничих ліній.  У 1924 році Вінсент Бендікс придбав права на патенти Анрі Перро на конструкцію барабанного гальма/барабана та колодки.
У 1956 році компанія Bendix представила Electrojector, багатоточкову електронну систему впорскування палива, яка була опційною для кількох моделей автомобілів 1958 року виробництва Chrysler.

У 1960-х роках автомобільні гальма Bendix розквітли з появою дискових гальм із фіксованим супортом і системи «Duo-Servo» (яка фактично стала світовим стандартом для барабанних гальм). У 1960-х компанія Bendix також пробувала роботу з обладнанням для велосипедів, виробляючи надійну, повністю автономну, 2-швидкісну планетарну задню вісь «Kick-Back» із каботажним гальмуванням. Також настільки ж надійною була одношвидкісна гальмівна втулка Bendix «Red Band» і «Red Band II». потім ступиці Bendix «70» і Bendix «80». На той час вважався одним із найкращих центрів на ринку.
Коли у 1980-х роках Allied Signal придбала Bendix, вона швидко передала підрозділ гальм і рульового керування TRW, щоб зосередитися на аерокосмічних застосуваннях і залізничних вагонах. (TRW уже взяв під контроль Lucas Girling Brake Division багато років тому.) Підрозділ електронних блоків керування Bendix було передано Siemens-VDO; була частиною гіганта Robert Bosch GmbH і лягла в основу системи VW Digifant, а пізніше електронних блоків керування Bosch Motronic, представлених наприкінці 1980-х років. Восени 2018 року TRW придбала ZF Ind з Німеччини, а торгова марка Bendix brake була ліцензована німецькою компанією OPTIMAL, де вона знаходиться сьогодні.

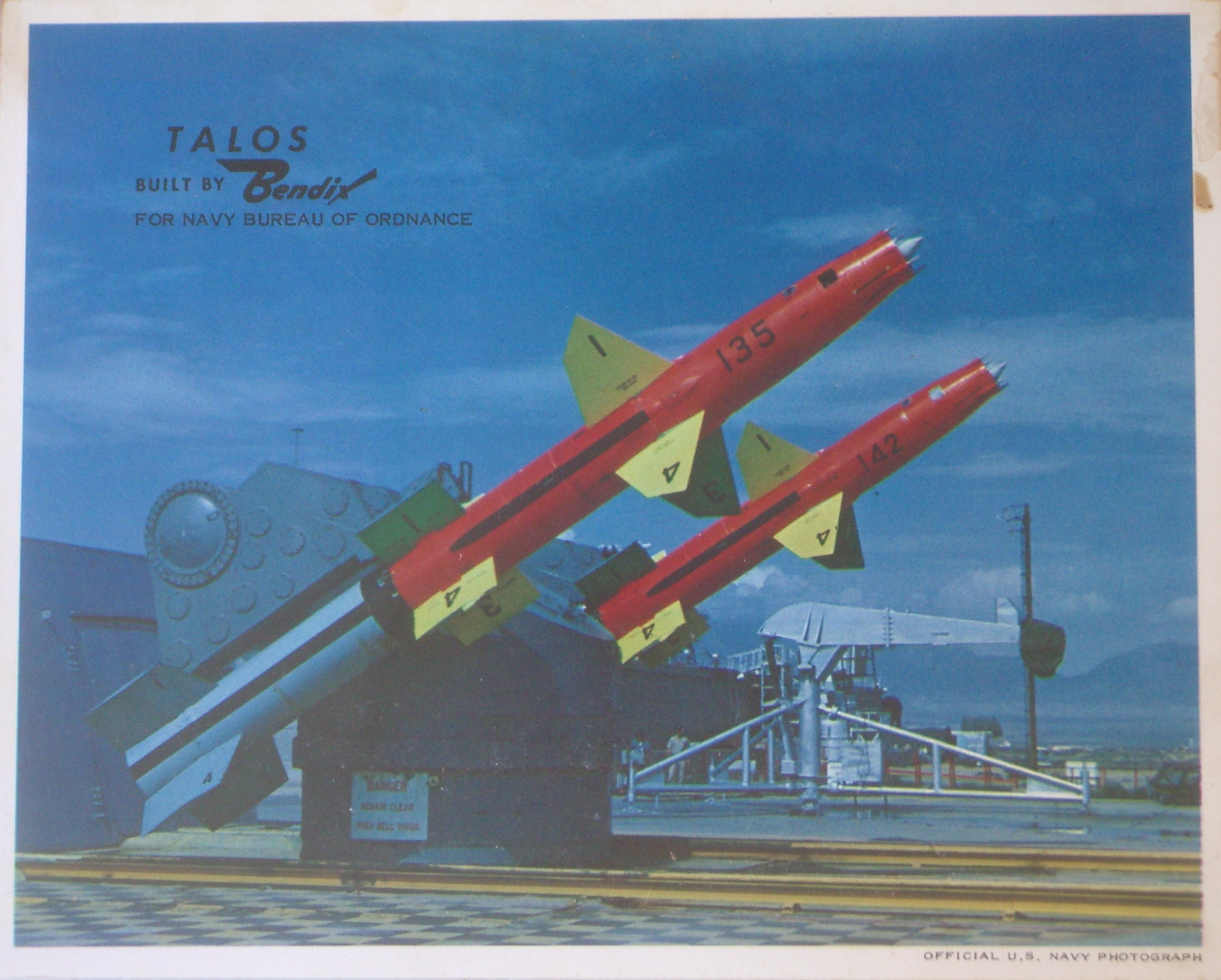
Bendix RIM-8 Talos

Починаючи з 1950-х років або раніше, компанія Bendix Pacific розробляла, тестувала та виготовляла гідравлічні компоненти та системи, головним чином для військових. На цьому ж підприємстві було розроблено, виготовлено та задокументовано в технічних посібниках авіоніку та інше електронне обладнання. Більшу частину цієї операції було перенесено на новий завод у Сільмарі, штат Каліфорнія, де у них був великий глибокий критий басейн для тестування сонара. Компоненти телеметрії для ракети земля-повітря RIM-8 Talos включали передавачі та осцилятори в різних частотних діапазонах, а також саму ракету були розроблені та виготовлені Bendix. Вони побудували та встановили телеметричну систему на всіх наземних станціях для перших космічних польотів з екіпажем. Для цієї програми вони розробили перший кардіотахометр і систему моніторингу частоти дихання, яка дозволила наземному лікарю спостерігати за життєвими функціями астронавта. Електроніка торпед MK46 також була з цього об'єкта. Інші різноманітні продукти включали радіолокаційні детектори в літаках, які виявляли відстеження наземних ракет і наземні ракети, запущені по літаку. У 1960-х роках вони виготовили антиблокувальну систему гальм для військових літаків, використовуючи встановлену технологію, подібну до попередньої Dunlop Maxaret. Технологія схожа на зубчасте колесо та релюктор, які зараз використовуються в автомобілях.

### Мас-спектрометр

Часопролітний мас-спектрометр Bendix MA-2

Співпраця між Фредом Маклафферті та Роландом Голке та Вільямом С. Вайлі та Деніелом Б. Харрінгтоном з Bendix Aviation у 1950-х роках призвела до поєднання газової хроматографії та мас-спектрометрії та розробки приладів для газової хроматографії та мас-спектрометрії. Починаючи з 1960-х років, компанія Bendix виробляла наукові інструменти, такі як часпролітний мас-спектрометр Bendix MA-2.

#### Радіологічна дозиметрія
Bendix також виробляв радіологічні дозиметри для цивільної оборони під час холодної війни, вони також зробили сімейний набір для вимірювання радіації для домашнього використання, який включав дозиметр CDV-746 і вимірювач швидкості CDV-736, який виглядав як дозиметр.
Серед дозиметрів виробництва фірми Bendix для Управління цивільної оборони: CDV-138; CDV-730; CDV-736-Ратеметр; CDV-740; CDV-742, версія, яка найчастіше використовується Цивільною обороною; і CDV-746.
Дозиметри вимірювали в рентгенах на годину, що є стандартним вимірюванням іонізуючого випромінювання.

### Авіоніка, військові та урядові
У 1929 році Вінсент Бендікс вийшов на аеронавтику та реструктурував компанію на «Bendix Aviation», щоб відобразити нові лінійки продуктів.
Bendix Aviation була заснована як холдингова компанія для активів Delco Aviation Corporation, Eclipse Machine Company, Stromberg Carburetor Company та інших виробників аксесуарів для літаків.
Компанія Bendix постачала виробникам літаків усі типи гідравлічних систем для гальмування та активації закрилків, а також представила нові пристрої, такі як карбюратор під тиском, який домінував на ринку під час Другої світової війни. Він також виготовляв широкий спектр електричних та електронних приладів для літаків.
Корпорація Bendix спонсорувала знамениті континентальні авіаперегони Bendix, які почалися в 1931 році та відомі завдяки Bendix Trophy. Змагання були трансконтинентальними американськими перегонами «точка-точка», покликані заохотити розробку довговічних, ефективних літаків для комерційної авіації. Цивільним особам було заборонено брати участь у перегонах у 1950 році. Остання гонка відбулася в 1962 році.
Під час Другої світової війни компанія Bendix виготовляла майже всі допоміжні інструменти чи обладнання для військових літаків.  Радіопідрозділ Bendix був заснований у 1937 році для виготовлення радіопередавачів/приймачів для літаків та інших типів авіоніки. Під час війни Bendix виробляв близько 75 % усієї авіоніки для літаків США. Під час і після війни обладнання різних типів.
Bendix займає 17 місце серед корпорацій Сполучених Штатів за вартістю виробничих контрактів військового часу.
Одним із продуктів, виготовлених Bendix, був набір для виявлення наземних мін для армії та військово-повітряних сил Сполучених Штатів у липні 1952 року. Номери інструкцій для цього портативного набору виявлення — номер інструкції армії США TM-5-9540 і номер інструкції ВВС США TO39B-40-5. Цей комплект мав звукову та візуальну індикацію та працював від низьковольтних батарей. Цей набір для детектування в стилі рюкзака поставляється з двома зондами, батареями, пластиною для детектування та іншою основною електронікою в упорядкованій коробці зі скловолокна. Вона також виробляла опори опор шасі та елементи керування паливом для реактивних двигунів ранніх двигунів J79, розробляла системи наведення та збирала ракету Talos для ВМС США. Авіаційні маски та датчики Bendix були модифіковані та протестовані для використання під час дайвінгу та гіпербаричних застосувань.
У 1950-х роках Бендікс та його наступники керували об'єктами Комісії з атомної енергії США в Канзас-Сіті, Міссурі, та Альбукерке, Нью-Мексико. Ці підприємства закуповували неядерні компоненти для ядерної зброї.

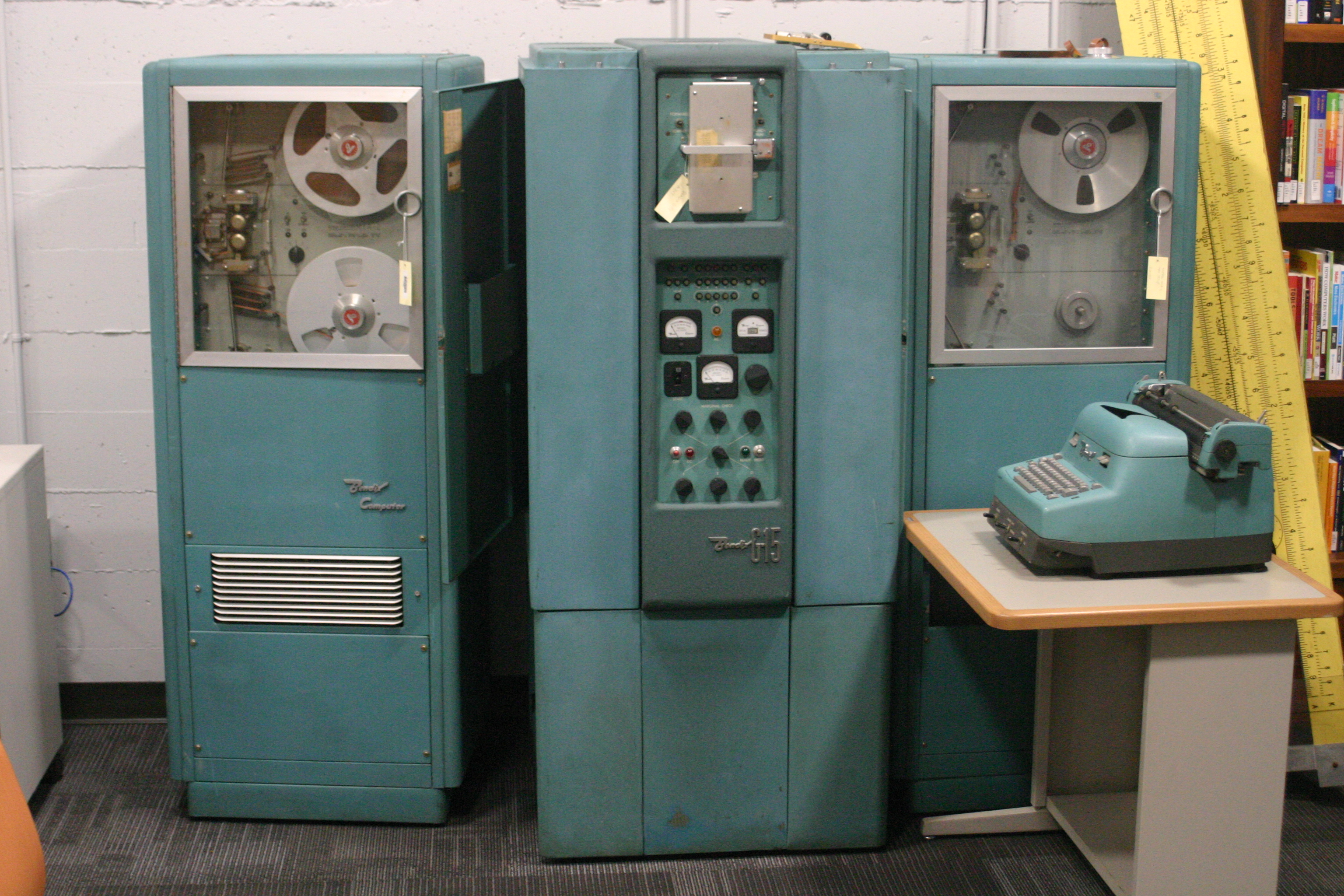
Комп'ютер Bendix G-15

У 1956 році комп'ютерний підрозділ Bendix Aviation представив Bendix G-15, міні-комп'ютер розміром із дві високі шафи для документів. Компанія продала близько 400 таких за ціною від 50 000 доларів США. У 1963 році комп'ютерний підрозділ Bendix було передано Control Data Corporation, яка продовжувала підтримувати G-15 протягом кількох років.
Головним конструктором G-15 був Гаррі Хаскі, який працював з Аланом Тюрінгом над ACE у Великобританії та над SWAC у 1950-х роках. Більшу частину дизайну Хаскі створив, працюючи професором у Берклі та інших університетах, а також консультантом.
У 1960 році компанія була перейменована в Bendix Corporation.
Протягом 1960-х років компанія створювала наземні та бортові телекомунікаційні системи для НАСА. Він також створив інерційну платформу ST-124-M3, яка використовується в приладовому блоці Saturn V, який був побудований відділом навігації та управління в Тетерборо, штат Нью-Джерсі. Вона також розробила першу автомобільну систему впорскування палива в США.
У 1966 році НАСА вибрало підрозділ Bendix Aerospace Systems в Енн-Арбор, штат Мічіган, для проектування, виробництва, випробувань і забезпечення операційної підтримки пакетів Apollo Lunar Surface Experiments Package (ALSEP) для польотів у програмі Apollo.
Bendix зробив паливну систему для Lockheed SR-71 Blackbird. 